# Российский арбитражный центр
Российский арбитражный центр (РАЦ) — постоянно действующее арбитражное учреждение, созданное при автономной некоммерческой организации «Российский институт современного арбитража» (РИСА) и функционирующее при поддержке Федеральной палаты адвокатов РФ и Петербургского международного юридического форума. Является одним из трех (после проведения третейской реформы) арбитражных учреждений в России. В критической литературе рассматривается как ГОНГО-структура.

## История создания и учредители
Российский арбитражный центр был создан при поддержке Федеральной палаты адвокатов и Петербургского международного юридического форума в 2016 году. Некоторое время спустя, РАЦ стал одной из первых организаций, получивших право на администрирование третейского разбирательства в соответствии с положениями Федерального закона от 29 декабря 2015 года № 382-ФЗ «Об арбитраже (третейском разбирательстве)». Разрешение было предоставлено ему Распоряжением Правительства РФ от 27 апреля 2017 года № 799-р, а заявка, в соответствии с введенными по итогам третейской реформы требованиями, была одобрена Советом по совершенствованию третейского разбирательства при Минюсте РФ. Отмечается, что до получения разрешения РАЦ осуществлял деятельность в течение довольно непродолжительного срока в сравнении с другими организациями, претендовавшими на такое разрешение — 8 месяцев . За это время Центром была организована всего одна научная конференция, проведено несколько образовательных мероприятий, подготовлено несколько выступлений на круглых столах и семинарах, опубликованы две научные статьи.
До 2018 года слово «российский» в наименовании Арбитражного центра отсутствовало. Право на его использование было предоставлено Центру Распоряжением Минюста России от 13 марта 2018 № 288-р.

## Структура и руководство
Главным органом Российского арбитражного центра является Президиум, состав которого избирается из числа арбитров и подлежит частичной ротации раз в 3 года. Президиум осуществляет функции по назначению арбитров, рассмотрению заявлений об отводе арбитров, установлению и продлению сроков, иные функции в соответствии с Арбитражным регламентом. В рамках Президиума действуют два подкомитета, осуществляющие функции от имени Президиума в отношении арбитража внутренних споров и в отношении международного коммерческого арбитража. В состав Президиума входят, в числе прочих, президент Федеральной палаты адвокатов Юрий Пилипенко, известный правовед Антон Асосков, партнер адвокатского бюро «Иванян и партнеры» Андрей Горленко.
Функции по организационно-техническому обеспечению арбитража выполняет Административный аппарат РАЦ, возглавляемый Ответственным администратором. Административный аппарат также предоставляет заинтересованным лицам консультации по вопросам, связанным с деятельностью РАЦ.
Кадровый состав РАЦ включает в себя практикующих юристов, ученых, судей в отставке, международных арбитров, специалистов в сфере третейского разбирательства.

### Региональные подразделения
Как отмечается в зарубежных источниках, одним из факторов, подтолкнувших РАЦ к созданию подразделений на местах, явились опасения общественности по поводу отсутствия доступа к арбитражу в регионах вследствие того, что все третейские центры сосредоточены в Москве.
С 2017 года РАЦ действует на Дальнем Востоке. Офисы Дальневосточного отделения РАЦ базируются в трех городах: Южно-Сахалинск, Владивосток и Петропавловск-Камчатский. В рамках Дальневосточного отделения споры рассматривают, помимо российских юристов, юристы из Китая, Японии, Кореи и других стран Азиатско-Тихоокеанского региона. РАЦ является единственным арбитражным учреждением, функционирующим на территории дальневосточного региона. В 2018 году было открыто Западное региональное отделение РАЦ в Калининграде; для целей развития третейской сферы в Калининградской области между РИСА и областным правительством было заключено соглашение о сотрудничестве. В том же году было открыто и Уральское отделение, о чем было объявлено на научной конференции по частному праву в Екатеринбурге.

## Правовые основы деятельности
Российский арбитражный центр осуществляет свою деятельность на основании Федерального закона от 29 декабря 2015 года № 382-ФЗ «Об арбитраже (третейском разбирательстве)», а также Закона РФ от 07.07.1993 № 5338-1 «О международном коммерческом арбитраже». Несмотря на то, что в качестве одной из основных целей в официальных документах РАЦ указывалось предоставление услуг в сфере содействия альтернативному разрешению гражданско-правовых споров, в последнее время Центр отстаивает позицию, согласно которой законодательство, касающееся предоставления услуг, в том числе законодательство о защите конкуренции, на его деятельность не распространяется. В 2018 году несколько организаций в сфере арбитража обратились в Федеральную антимонопольную службу с жалобой на действия РАЦ по монополизации рынка услуг по администрированию третейского разбирательства, однако получили отказ. Данный отказ был обжалован заявителями в Арбитражный суд города Москвы, но безуспешно. Высказывается точка зрения, что именно в связи с этими событиями в декабре 2018 года законодатель полностью вывел деятельность по администрированию арбитража из сферы действия антимонопольного законодательства.

## Деятельность

### Администрирование третейского разбирательства
Одним из основных направлений деятельности РАЦ является популяризация альтернативного разрешения споров в России. В рамках РАЦ непосредственно проводятся третейские разбирательства: так, в 2018 году было разрешено свыше 100 споров на общую сумму около 8 млрд рублей. Разрешение споров под эгидой РАЦ ведется в соответствии с Арбитражным регламентом, разработанным в 2017 году экспертами РАЦ с учетом международных стандартов. Арбитры Центра рассматривают споры в различных сферах: энергетика, корпоративное право, международные коммерческие споры. В ноябре 2017 года в системе РАЦ было создано первое специализированное отделение — Отделение по разрешению споров в атомной отрасли. Оно обладает специальной компетенцией и администрирует арбитраж споров, возникающих между предприятиями в сфере атомной промышленности и атомной энергетики. В литературе обращается внимание на тот факт, что лица, находящиеся на ключевых постах в данном специализированном отделении, ранее занимали должности в структурах госкорпорации Росатом.

### Научная и учебная деятельность
Российский арбитражный центр, наряду с одним из учредителей РИСА — проектом «LF Академия», является организатором одного из главных научных мероприятий в сфере арбитража — конференции «Российский арбитражный день» (РАД).
Кроме того, РАЦ осуществляет поддержку популярного среди студентов юридических факультетов международного конкурса имени Виллема Виса.

## Международное сотрудничество
Российский арбитражный центр сотрудничает с рядом зарубежных арбитражных учреждений, а именно:
- с Японской ассоциацией арбитров — JAA (соглашение о сотрудничестве заключено в сентябре 2017[15]);
- с Сингапурским международным арбитражным центром — SIAC (меморандум о взаимопонимании подписан в октябре 2017[22]);
- с Гонконгским международным арбитражным центром — HKIAC (соглашение о сотрудничестве подписано в марте 2018[15]).

Кроме того, отмечается, что Российский арбитражный центр оказывал помощь HKIAC, равно как и Венскому международному арбитражному центру (VIAC), в получении разрешения от Министерства юстиции на осуществление деятельности в сфере третейского разбирательства на территории России.
В августе 2019 года РАЦ получил статус наблюдателя рабочей группы II «Арбитраж и согласительная процедура / Урегулирование споров» ЮНСИТРАЛ.

## Критика

### Положительные оценки
Среди положительных аспектов деятельности Центра выделяют соблюдение принципа равенства возможностей всех лиц, имеющих соответствующую профессиональную подготовку, вне зависимости от национальности, возраста и пола. Так, отмечается, что среди 16 споров, по которым формировался состав арбитража в соответствии с Арбитражным регламентом РАЦ, в 2018 году, в 7 спорах (то есть в 43 % случаев) единоличными арбитрами назначались женщины. Отмечается также, что женщины занимают 1/3 мест в Президиуме организации и составляют 53 % кадрового состава административного аппарата.
Высоко оценивается и принятый РАЦ Арбитражный регламент: отмечается его современный характер, соответствие последним мировым тенденциям.
Известный сингапурский адвокат Френсис Ксавье назвал РАЦ «динамичным и прогрессивным национальным арбитражным институтом»; по его мнению, наличие такого института во многом предопределяет выбор места арбитража.

### Отрицательные оценки
Российский арбитражный центр активно критикуется как российскими, так и зарубежными экспертами. Так, в авторитетном журнале Global Arbitration Review высказывались опасения по поводу сокрытия истинных источников финансирования и поддержки РАЦ. Сам Центр был назван «противоречивой организацией». Помимо этого, были высказаны определенные соображения применительно к РИСА — организации, при которой был учрежден РАЦ: при исследовании «цепочек владения» (англ. ownership chains) пяти учредителей РИСА был выявлен ряд «компаний-пустышек»; также было отмечено, что доходов учредителей явно недостаточно для того, чтобы поддерживать операционный бюджет РАЦ и РИСА, что наводит экспертов на мысль о возможном скрытом внешнем контроле.
Подробное исследование деятельности, истории создания, связей и финансирования РАЦ было проведено известным специалистом в сфере арбитража Александром Мурановым. Исследователь обращает внимание на многочисленные факты, свидетельствующие о связях РАЦ с Министерством юстиции, Правительством РФ, госкорпорацией Росатом, а также Газпромбанком. Помимо этого, отмечается тесная связь РАЦ с адвокатским бюро «Иванян и партнеры», оказывающим юридические услуги государственным органам в рамках госзаказа без законной и прозрачной процедуры. А. И. Муранов также приходит к выводам о некоторых связях РАЦ с российским миллиардером Владимиром Лисиным. Кроме того, в исследовании отмечается, что для РАЦ Минюстом был создан привилегированный режим предоставления права на осуществление деятельности по администрированию арбитража, в то время как другие организации, претендовавшие на такое разрешение, подверглись явной дискриминации. Что касается использования слова «российский» в наименовании Центра, то, по мнению А. И. Муранова, предоставление такого права Минюстом также было необоснованным и не отвечало установленным в законодательстве критериям, равно как и сложившейся судебной практике.
В целом, А. И. Муранов приходит к выводу, что Российский арбитражный центр является «участником олигопольного раздела рынка арбитражных услуг совместно с ТПП РФ и РСПП». Позиционируя себя в качестве независимого третейского института, РАЦ, по мнению А. И. Муранова, на самом деле представляет собой ГОНГО-структуру, так как де-факто осуществляет свою деятельность при поддержке государства и действует в его интересах. Министерство юстиции РФ, как отмечено в исследовании, придерживается в отношении РАЦ политики фаворитизма в форме кронизма.

## Комментарии
1. ↑  В соответствии с российским законодательством организация вправе включить в наименование слово «Россия» или производные от него только при наличии специального разрешения, которое выдается Министерством юстиции РФ на основании рекомендации межведомственной комиссии.